# Han Mac Tu
Hàn Mặc Tử (vlastním jménem Nguyễn Trọng Trí, užíval také pseudonymy Lệ Thanh a Phong Trần, 22. září 1912 – 11. listopadu 1940) byl vietnamský básník, jeden ze zakladatelů moderní vietnamské romantické poezie.
Narodil se v Dong Hoi v chudé rodině, jeho otec zemřel velmi brzy po jeho narození. Již v mládí jevil poetický talent. Byl ovlivněn vietnamským nacionalismem. Zemřel ve velmi mladém věku osmadvaceti let v důsledku lepry.
Jeho básně jsou stále známé a oblíbené, jsou pokládány za vzor vietnamské romantické poezie. Patří ke škole điên (šílenství), jsou založeny na temných představách nekonečného utrpení. Tematika jeho básní je převážně milostná. Mnoho z jeho básní bylo zhudebněno, některé se učí na školách.